# The Magnificent Ambersons (novela)
The Magnificent Ambersons es una novela de 1918 escrita por Booth Tarkington. Ganadora del Premio Pulitzer de 1919 en la categoría de ficción, la novela narra la decadencia de una familia que alguna vez fue prominente y poderosa.
Es la segunda novela de su trilogía Growth, que incluía The Turmoil (1915) y The Midlander (1923).
La novela tuvo tres adaptaciones fílmicas. La primera en 1925 titulada Pampered Youth, que actualmente sobrevive como una versión reeditada por Warner Bros. bajo el título de Two to One. La segunda y más conocida es la adaptación homónima que hizo Orson Welles en 1942. La tercera y última adaptación es un telefilme lanzado por A&E en 2002 que usa el guion original de Welles como base.